# Engeln
Engeln è una frazione del comune tedesco di Bruchhausen-Vilsen, in Bassa Sassonia.
Fino al 1º novembre 2011 ha costituito un comune autonomo.
Nel 1974 aveva incorporato il territorio dei dissolti comuni di Oerdinghausen, Scholen e Weseloh.